# Ethiopische zwaluw
De Ethiopische zwaluw (Hirundo aethiopica) is een zwaluw uit het geslacht Hirundo.

## Verspreiding en leefgebied
Deze soort komt voor in noordoostelijk en centraal Afrika en telt twee ondersoorten:
- H. a. aethiopica: Senegal en Gambia tot westelijk Ethiopië, zuidoostelijk Kenia en noordoostelijk Tanzania.
- H. a. amadoni: oostelijk Ethiopië, Somalië en noordoostelijk Kenia.

## Status
De grootte van de populatie is niet gekwantificeerd maar de soort wordt omschreven als algemeen tot plaatselijk zeer algemeen. Op de Rode lijst van de IUCN heeft deze soort de status niet bedreigd.